# 스즈키 미노리
스즈키 미노리(일본어: 鈴木 みのり, 1997년 10월 1일 ~ )는 일본의 가수이자 성우. 아이치현 나고야시 출신. 아오니 프로덕션 소속.

## 약력
어렸을 때부터 노래하는 것을 매우 좋아하여, 「목소리」에 관한 일(가수·나레이션·연극)에 흥미를 가지고 있었다.초등학교 고학년 때 심야 애니메이션을 보게 되고, 「성우가 되면 내가 하고 싶은 것을 다 할 수 있다」라고 동경을 품게 되었고 .고등학교 1학년 때 아르바이트로 돈을 모아, 고등학교 2학년의 1년간은 일주일에 한 번 도쿄의 성우 양성학교에 다니며 레슨을 받았다.
2014년 말에 발표된 마크로스 시리즈의 신작 텔레비전 애니메이션의 신가희·성우 오디션에 참가하였고, 응모자 약 8,000명 중에서 합격했다. 2015년 10월 29일, 「마크로스 Δ(델타) 초시공 제작 발표회」에서 첫 선을 보였다. 2016년 4월 TV 애니메이션 '마크로스 Δ'의 프레이어 비온 역으로 연예 활동을 시작했으며, 작품 중 여성 음악 유닛 '왈큐레' 명의의 음악 활동도 펼치고 있다.
2018년 1월 24일 싱글 'FEELING AROUND'를 발매하고 솔로 데뷔  동년 5월 21일에 오피셜 팬클럽 「미노리다이」를 오픈하였고. 같은 해 12월일에 첫 앨범 「보기 전에 날아라!」를 발매하였다.
게임 작품으로는 '아이돌 마스터 신데렐라 걸스의 후지와라 하지메[13], [도키메키 아이돌]의 쓰키시마 미나도], [말 처녀 프리티 더비]의 아그네스 디지털, [프로젝트 세카이 컬러풀 스테이지! feat. 하츠네 미쿠의 동운화명 등을 연기하고 있다.
2021년 제15회 성우 어워드에서 '왈큐레'로 가창상을 수상.
동년 12월 연극 「MOTHERLAND」로, 여배우로서 첫 무대에 세웠다.
2023년, 자신이 태어난 1997년부터 계속되고 있는 애니메이션 「포켓몬스터」시리즈의 신작에서, 사토시를 대신하는 더블 주인공의 한 사람인, 리코를 연기중이다.
동년 9월 30일자로 데뷔 때부터 소속되어 있던 e-stone music을 퇴소하였고. 10월 1일부터 아오니 프로덕션으로 이적하였다.

## 출연작품

### TV 애니메이션
2016년
- 마크로스Δ (프레이아 비온)
- 디지몬 유니버스 어플리 몬스터즈 (여고생, 유카와라 마호, 관객)

2017년
- 달이 아름답다 (여학생)
- 생방송 아니메 『직감×알고리즘♪』 (기린)
- 키라키라☆프리큐어 아라모드 (누아르가 환생한 남자아이)
- 왕 게임 - (히라노 나미)
- 아이돌 마스터 신데렐라 걸즈 (2017년 - 2019년 후지와라 하지메)

2018년
- 카드캡터 사쿠라 클리어 카드 편 (시노모토 아키호)
- 그랑크레스트 전기 (에마)
- 아만츄! ~어드밴스~ (여성,여자아이,손님,여자,학생)
- 카쿠리요의 여관밥 (가이・메이)
- 치오의 통학로 - (시노즈카 모모)
- 어떤 마술의 금서목록 Ⅲ (플로리스)

2019년
- 호접기: 젊은 노부나가 (이코마 키츠노)

2020년
- SHOW BY ROCK!! 마슈마이렛슈!! (우이우이)
- 책벌레의 하극상 2기  (로지나)

2021년
- 마기아 레코드 마법소녀 마도카☆마기카 외전 2nd SEASON -각성 전야- (벚꽃의 소문)
- 포켓몬스터 (2019) (레시나)

2022년
- 녹을 먹는 비스코 (오타)
- 푸치세카 (시노노메 에나)
- 데아이몬: 화과자 이야기 (리카와 미츠루)
- 용사, 그만둡니다 (디아넷)
- 흑의 소환사 (세라)
- 아스트롤로지 ~이상한 12성좌 별자리 운세~ - 메땅 (염소자리)

2023년
- 좋아하는 애가 안경을 깜박했다 (토오야마 마호)
- 나의 히어로 아카데미아 (일반 여성)
- 포켓몬스터(2023)  (리코)
- 슈거 애플 페어리 테일  (벤저민)

시기미정
- 의매생활 (요미우리 시오리)

### 극장 애니메이션
- 극장판 마크로스 Δ 격정의 왈큐레 (2018년 ,프레이아 비온)
- 사이다처럼 말이 톡톡 솟아올라 (2021년, 아키코)
- 극장판 마크로스 Δ 절대LIVE!!!!!! (2021년, 프레이아 비온)
- 쾌걸 조로리: 라라라♪ 스타 탄생  (2022년, 로라)

### OVA
- 마지모지 루루모 -방과후 마법중학생-   (2019년, 쿠지라이 타나코)

### WEB 애니메이션
- 신데렐라 걸즈 극장 (2017년 - 2021년, 후지와라 하지메)
- CINDERELLA GIRLS 10th Anniversary Celebration Animation ETERNITY MEMORIES (2022년, 후지와라 하지메)
- 우마유루 (2022년 - 2023년, 아그네스 디지털)
- PLUTO (2022년, 우란 )

### 게임
2016년
- 퀴즈 RPG 마법사와 검은고양이 위즈  (프레이아 비온, 시노모토 아키호)
- 마크로스 Δ 스크램블 - 프레이아 비온)

2017년
- 뉴 단간론파 V3 -모두의 살인 신학기 (요나가 안지)
- 아이돌 마스터 신데렐라 걸즈  (후지와라 하지메)
- 노래 마크로스 스마트폰De컬쳐  (프레이아 비온)
- 인피니트 스트라토스 : 아키타입 브레이커  (오닐 코멧)
- 함대 컬렉션  (아마기리, 사기리)
- 벽람항로  (크레센트, 코멧)
- 블레이징 오디세이  (타흐리르)

2018년
- 우리 공주님이 제일 귀여워  (귀신 리세, 시노모토 아키호)
- 프레카투스의 천칭  (히마리)
- 메이플스토리  (아리카 링크)
- 밀리히메  (프리무라 크라이네흐)
- 컴퍼니☆걸즈 (허미니아 블레어)
- 드래곤 제네시스 - 성전의 유대 -  (나타쿠)
- 도키메키 아이돌  (츠키시마 미나토)
- 이세계 용사의 살인유희  (카논)
- 어비스 호라이즌  (우시오)

2019년
- 다크 리베리온 - 케르베로스)
- 그림에코즈 - 앨리스)
- 명일방주 - 소라)
- 마기아 레코드 마법소녀 마도카☆마기카 외전 (만년 벚꽃의 소문)
- Guns of Soul2 - 안, 발키리)
- MONSTER BASKET - 클레오파트라 (카구야 공주)
- 이상한 환상향 - 로터스 라비린스 - 키진 세이자)
- SEVEN's CODE (우루카, 코니)
- 어떤 마술의 금서목록 환상수속 (플로리스)
- 카드캡터 사쿠라 해피니스 메모리즈 (시노모토 아키호)

2020년
- 그랑블루 판타지 (야치마)
- SHOW BY ROCK!! Fes A Live (우이우이)
- 걸 프렌드(베타) (츠키구마 린코)
- 군림지경 (호우린)
- 푸른 맹세 (오오이, 히에이)
- 에시가미의 유대 (메루모)
- 컴퍼니☆걸즈 (오데트 브란제)
- 마기아 레코드 마법소녀 마도카☆마기카 외전 (만년 벚꽃의 소문 수영복 Ver.)
- 프로젝트 세카이 컬러풀 스테이지! feat.하츠네 미쿠 (시노노메 에나)
- 카드캡터 사쿠라 리페인트 레코드 (시노모토 아키호)
- 환상감옥의 컬라이더스코프 (타마루 카린 )
- 사쿠라 혁명 ~꽃 피는 소녀들~ (비에이 나나코)
- 스나이파이71 (라무네)

2021년
- 메다로트S  (히사키 )
- 우마무스메 프리티 더비 (아그네스 디지털)
- FFBE WAR OF THE VISIONS (아림)
- MONSTER HUNTER RISE (주인공 목소리 타입 13)
- 동방 탄막 카구라 (코마노 아운)

2022년
- 코토다만 (비너스, 엔타이코, 엔디아, 얀데로즈)
- 오버나이트 티 (윤나 피치티 )

### 라디오 / 인터넷 TV
- 와타하나. 라디오! ~sprout~ (온센, 2023년 1월 2일 ~ 현재, 매주 월요일, 비정기 출연）
- 성우 인연 카운트(声優 縁かうんと) (니코니코 채널, 2021년 5월 19일 ~ 현재, 매월 첫번째 수요일, 21:00~22:00）
- 마크로스가 멈추지 않아(マクロスがとまらない) (SHOWROOM, 2017년 1월 6일 ~ 현재, 격주 목요일, 22:00~22:45）
- 스즈키 미노리와 미소 가득하게!(鈴木みのりと笑顔満タンで！) (초!A&G+/니코니코 채널, 2018년 7월 7일 ~ 2023년 9월 30일, 매주 토요일, 15:00~15:30）
- 25시, 나이트 라디오에서. (25時、ナイトラジオで。) (유튜브 채널 2020년 11월 1일 ~ 2023년 9월 17일, 격주 토요일 25:00~25:30）
- 미노리호노카레이나의 파나사이(みのりほのかれいなの立派な役者にしてください) (니코니코 채널, 2018년 4월 9일 ~ 2021년 3월 9일, 월 1회, 21:00~22:00）
- 마크로스Δ 힘차게 라디오 할 거랑께!(マクロスΔ ゴリゴリラジオしちゃるかんねっ！) (분카 방송, 2016년 4월 2일 ~ 2016년 10월 22일, 매주 토요일, 27:30 ~ 28:00）

### CM
- d애니메이션 스토어 - (2016년 4월 - 6월)
- 월간 ComicREX - (2016년 4월 - 8월, 잇신샤)
- 월간 소년 시리우스 - (2016년 4월 - , 고단샤)
- 마크로스Δ스크램블 - (2016년 7월 - , 반다이 남코 엔터테인먼트)
- 발표! 모든 마크로스 대투표 - 프레이어 비온 (2019년 4월 6일, NHK 종합)

### 파칭코
- 마크로스Δ(2019년, 프레이어 비온)
- 스나이파이 71 (2020년, 라무네)
- 파치슬로 마크로스 델타 (2021년, 프레이어 비온)

### 그 외 콘텐츠
- 싸우는 빵집 주인과 기계장치 종업원 (2018년, 레베카 샤를라하트)
- 온라인의 양들 (2018년, 에리카 링크)
- 의붓여동생 생활 (2021년, 요미우리 시오리 2권 특전 ASMR)
- 카드캡터 사쿠라 클리어 카드 편 ( 시노모토 아키호 )
- 카드캡터 사쿠라 클리어 카드 편  ( 시노모토 아키호 )
- 굿바이 선언 (2022년,  나나세 레나 )
- 프로젝트 세카이 보이스 드라마 (2021년 - 2022년, 시노노메 에나)
- Chinozo 악곡 노벨라이즈 제4탄 『TAMAYA』 PV (2023년, 나레이션)
- 이세계에서 언니에게 이름을 빼앗겼습니다 (2023년, 코믹스 2권 특전 보이스 코믹) 이치카